# FitzRoy Somerset, I barone Raglan
Lord FitzRoy James Henry Somerset (conosciuto prima del 1852 come Lord FitzRoy Somerset e poi come Lord Raglan) (Badminton, 30 settembre 1788 – Sebastopoli, 29 giugno 1855) è stato un generale britannico.
Ancora giovane ufficiale, partecipò, nel contesto delle guerre napoleoniche, alla guerra d'indipendenza spagnola e a quella dei Cento Giorni come segretario militare del duca di Wellington.
Come esponente della politica inglese si schierò con il Partito Tory e venne eletto membro del parlamento per la circoscrizione di Truro prima di divenire Master-General of the Ordnance.
Fu comandante delle truppe britanniche durante la guerra di Crimea. Dopo i primi successi nella battaglia dell'Alma, un suo ordine poco chiaro causò la sanguinosa carica della cavalleria leggera nella battaglia di Balaclava. Malgrado il successo della Battaglia di Inkerman, l'assedio di Sebastopoli (1854-1855) si dimostrò più duro e lungo del previsto. Raglan, che soffriva da tempo di depressione, morì durante la guerra di colera come molti soldati della coalizione.

## Biografia

### I primi anni
Ottavo e ultimo dei figli di Henry Somerset, V duca di Beaufort e di sua moglie Elizabeth Somerset (figlia dell'ammiraglio Edward Boscawen), Somerset venne educato alla Westminster School ed ottenne il rango militare di cornet nel 4º Reggimento Ussari della Regina il 16 giugno 1804.

### La carriera militare

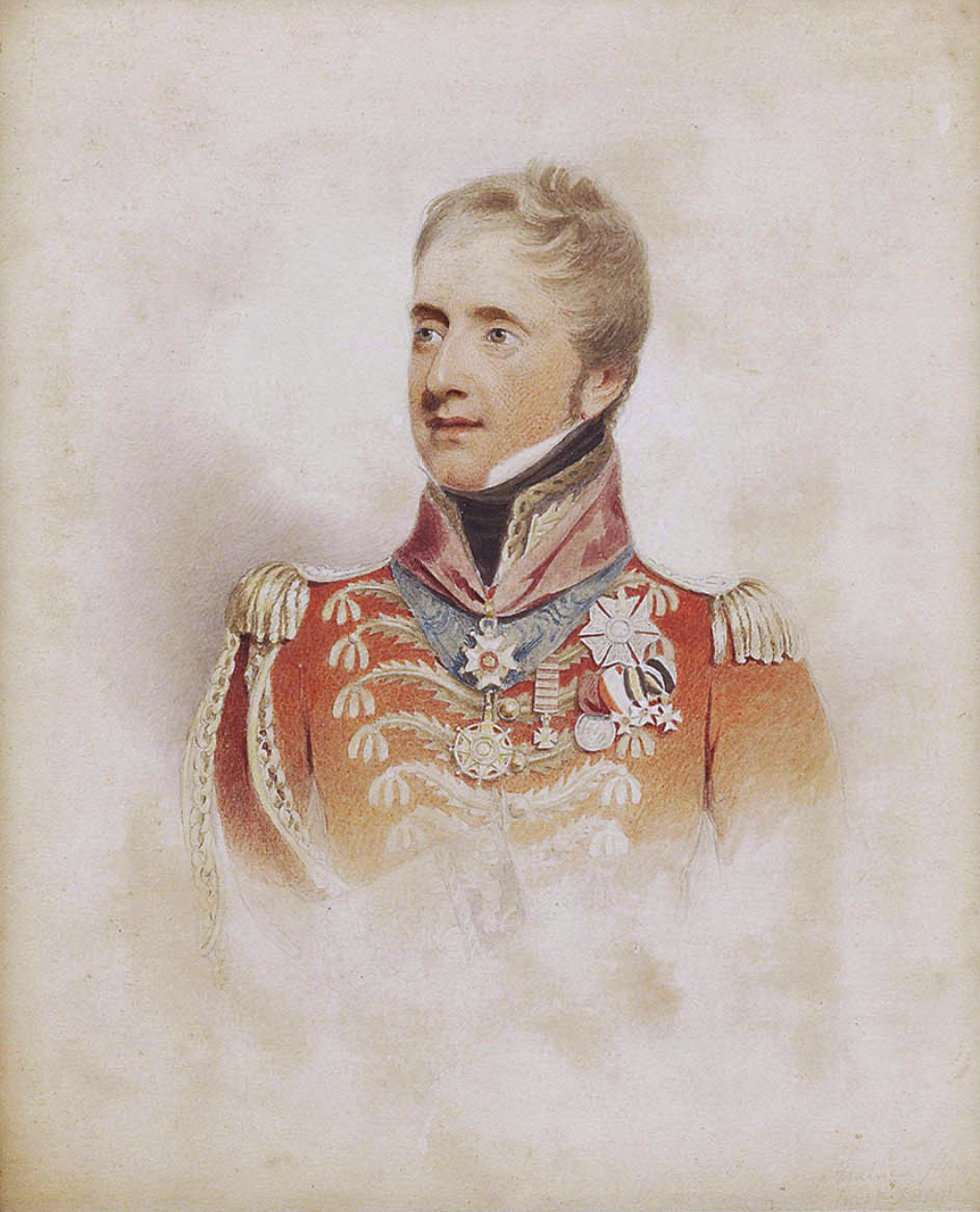
FitzRoy James Henry Somerset, ritratto di William Haines

Promosso tenente il 1º giugno 1805, Somerset accompagnò il diplomatico Sir Arthur Paget (1771-1840) nella sua visita al sultano Selim III dell'Impero ottomano che nel 1807 si era allineato troppo a fianco della Francia napoleonica. Divenne quindi capitano del 43º reggimento di fanteria di Monmouthshire il 5 maggio 1808. Poco dopo arrivò la sua nomina ad aiutante di campo del duca di Wellington (nel luglio del 1808). Nell'ambito delle guerre napoleoniche Somerset seguì l'armata di Wellington il mese successivo all'invio in Portogallo . Combatté quindi nella seconda battaglia di Porto nel maggio del 1809, nella battaglia di Talavera nel luglio del 1809 e nella battaglia di Bussaco (dove venne ferito) nel settembre del 1810.
Venne nominato segretario militare di Wellington nel novembre del 1810 e combatté con lui nella battaglia di Pombal del marzo del 1811, poi nella battaglia di Sabugal nell'aprile del 1811 e infine nella battaglia di Fuentes de Oñoro nel maggio del 1811. Promosso maggiore il 9 giugno 1811, prese parte alla battaglia di El Bodón nel settembre di quello stesso anno. Si distinse particolarmente nell'assedio di Badajoz di marzo del 1812: fu il primo a oltrepassare le mura nemiche e ad assicurarsi la resa del governatore francese, motivo per cui fu promosso tenente colonnello il 27 aprile 1812.
Combatté ancora con Wellington nella battaglia di Salamanca (luglio 1812), nell'assedio di Burgos di settembre del 1812 e nella battaglia di Vitoria di giugno del 1813, così come nell'assedio di San Sebastián nel luglio del 1813, nella battaglia dei Pirenei nel luglio del 1813 ed in quella di Nivelle, novembre 1813. Poi nella battaglia della Nive (dicembre 1813), nella Battaglia di Orthez (febbraio 1814) e nella battaglia di Tolosa (aprile 1814). Dopo la nomina di Wellington ad ambasciatore durante la breve restaurazione borbonica in Spagna, il 5 luglio 1814 Somerset assunse il ruolo di segretario d'ambasciata. Venne poi trasferito al Reggimento Grenadier Guards il 25 luglio 1814 e insignito dell'Ordine del Bagno il 2 gennaio 1815.
Somerset fu sul campo di battaglia anche durante i Cento giorni di Napoleone: prestò servizio nello staff di Wellington nella Battaglia di Quatre-Bras del 16 giugno 1815 e nella Battaglia di Waterloo due giorni dopo (dove gli venne amputato il braccio destro a causa delle ferite riportate). Curioso è il fatto che, pur ferito, si impegnò per riprendere il braccio mozzato, dal quale tolse l'anello che la moglie gli aveva regalato. Promosso colonnello e nominato aiutante di campo del principe reggente il 28 agosto 1815, venne nominato cavaliere dell'Ordine Militare di Massimiliano Giuseppe di Baviera il 3 ottobre 1815. Rimase in Francia con l'esercito d'occupazione sino a maggio del 1816, poi tornò al suo posto di segretario dell'ambasceria inglese a Parigi.
Successivamente Somerset venne eletto nel partito Tory quale membro del parlamento inglese per la circoscrizione di Truro nel 1818 e divenne il segretario di Wellington che era stato nominato Master-General of the Ordnance nel 1819. Somerset perse il suo seggio alle elezioni del 1820, ma fu promosso maggiore generale il 27 maggio 1825 e riottenne il seggio nel 1826. Dopo la nomina di Wellington a comandante in capo delle forze inglesi nel gennaio del 1827, Somerset divenne suo segretario militare in agosto. Venne promosso tenente generale il 28 giugno 1838. Fu insignito dell'onorificenza di Cavaliere di Gran Croce dell'Ordine del Bagno il 24 settembre 1852 e nominato Master-General of the Ordnance il 30 settembre 1852. Ottenne il titolo di Barone Raglan di Raglan, della contea di Monmouthshire, l'11 ottobre 1852.

### Guerra di Crimea

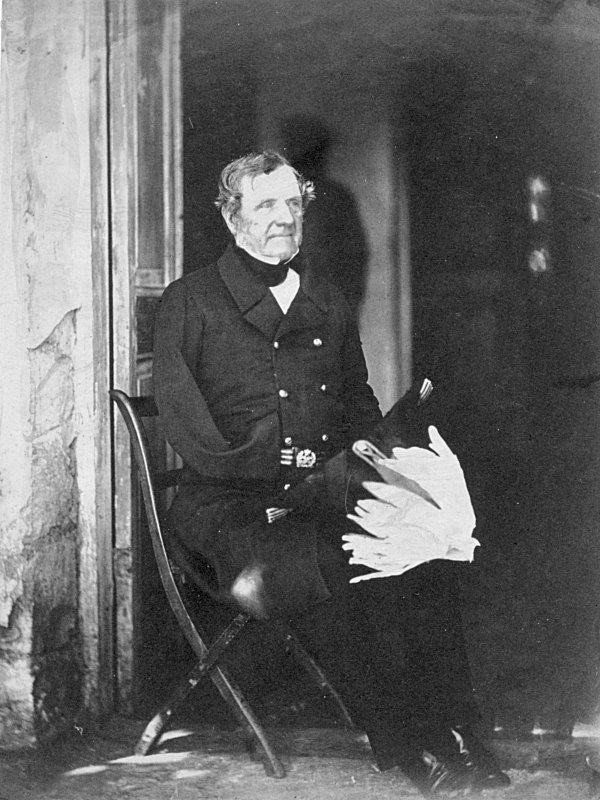
Lord Raglan durante la Guerra di Crimea, ritratto di Roger Fenton, 1855

Raglan divenne comandante delle truppe britanniche inviate in Crimea ed ottenne temporaneamente il grado di generale il 21 febbraio 1854, venendo promosso a pieno il 20 giugno di quello stesso anno. Mentre l'obbiettivo primario di Raglan era quello di difendere Costantinopoli, dal duca di Newcastle, a quel tempo Segretario di Stato per la Guerra e le Colonie, gli venne ordinato di assediare il porto russo di Sebastopoli "malgrado non potesse essere preso con una ragionevole prospettiva di successo". Una forza anglo-francese al comando congiunto di Somerset e del generale Armand Jacques Leroy de Saint-Arnaud sconfissero l'armata del generale Alexander Menshikov nella Battaglia dell'Alma nel settembre del 1854.
Nella battaglia di Balaclava dell'ottobre del 1854, Raglan diede l'ordine al suo comandante di cavalleria conte di Lucan, che a sua volta lo impartì al suo comandante sottoposto, il conte di Cardigan e cognato di Lucan che lo detestava, di dare il via ad una carica di cavalleria che portò alla perdita di 278 uomini. Malgrado il risultato poco decisivo di Balaclava, gli inglesi e francesi vinsero la battaglia di Inkerman nel novembre del 1854, e Raglan venne promosso feldmaresciallo il 5 novembre 1854. Ottenne inoltre la I classe dell'Ordine di Medjidie dagli ottomani il 15 maggio 1855.
Venne però deriso dalla stampa e dal governo per la scarsa capacità tecnica e tattica dimostrate durante la guerra di Crimea e ancora di più durante l'Assedio di Sebastopoli (1854-1855), dove in pieno inverno i suoi uomini si trovarono senza cibo e vestiario adeguati. Nonostante tutto, parte di questa colpa la si può oggi addurre anche alle autorità in patria che non gli fornirono un adeguato supporto logistico. Ciò che si diceva di lui iniziò a minare la salute di Raglan che, anche in preda ad una tremenda depressione, morì a causa di un'infezione di colera il 29 giugno 1855. La sua salma, riportata in patria, venne sepolta nella chiesa di St Michael and All Angels di Badminton.

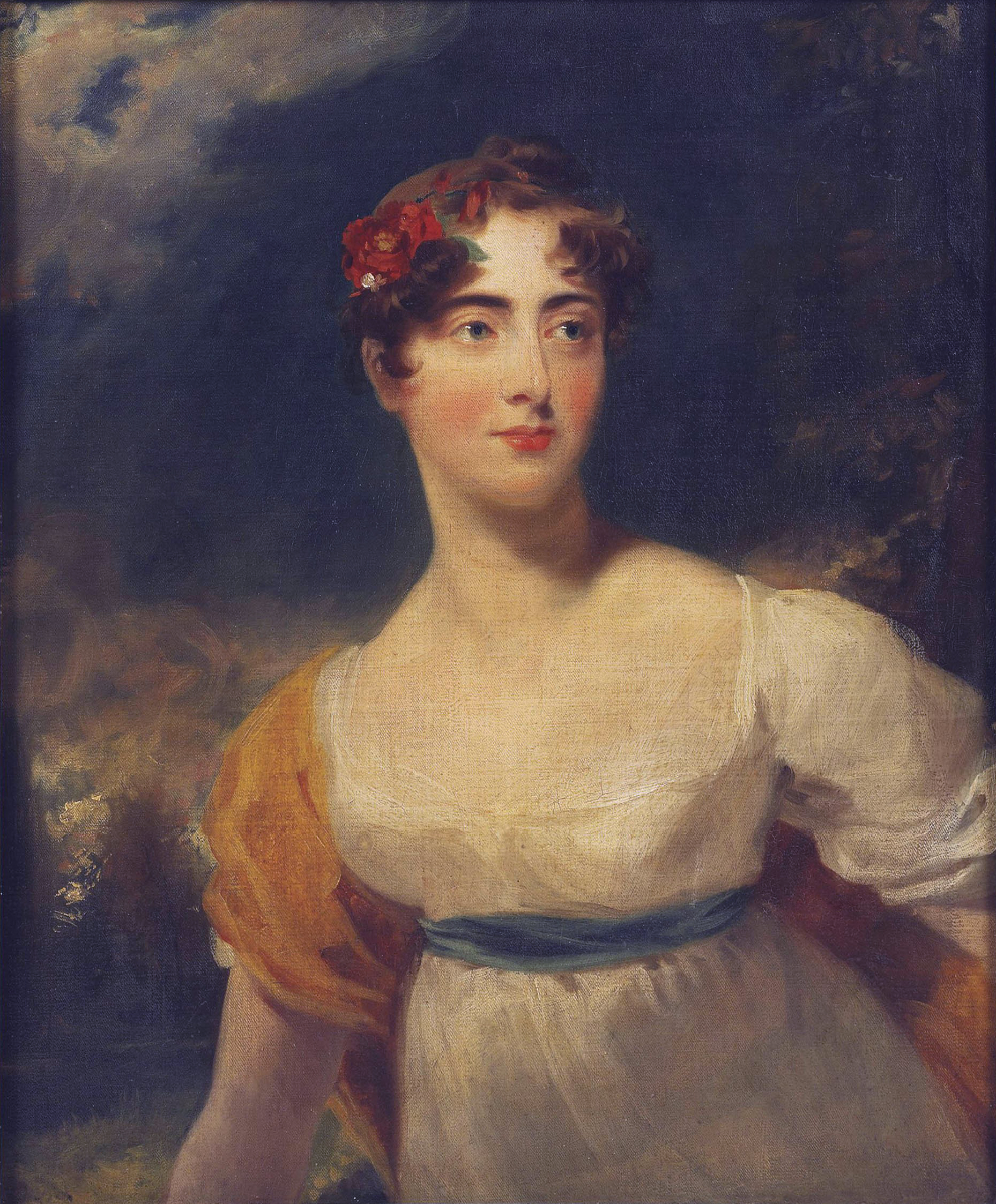
Emily Harriet Wellesley-Pole, lady FitzRoy Somerset (dipinto di Thomas Lawrence)

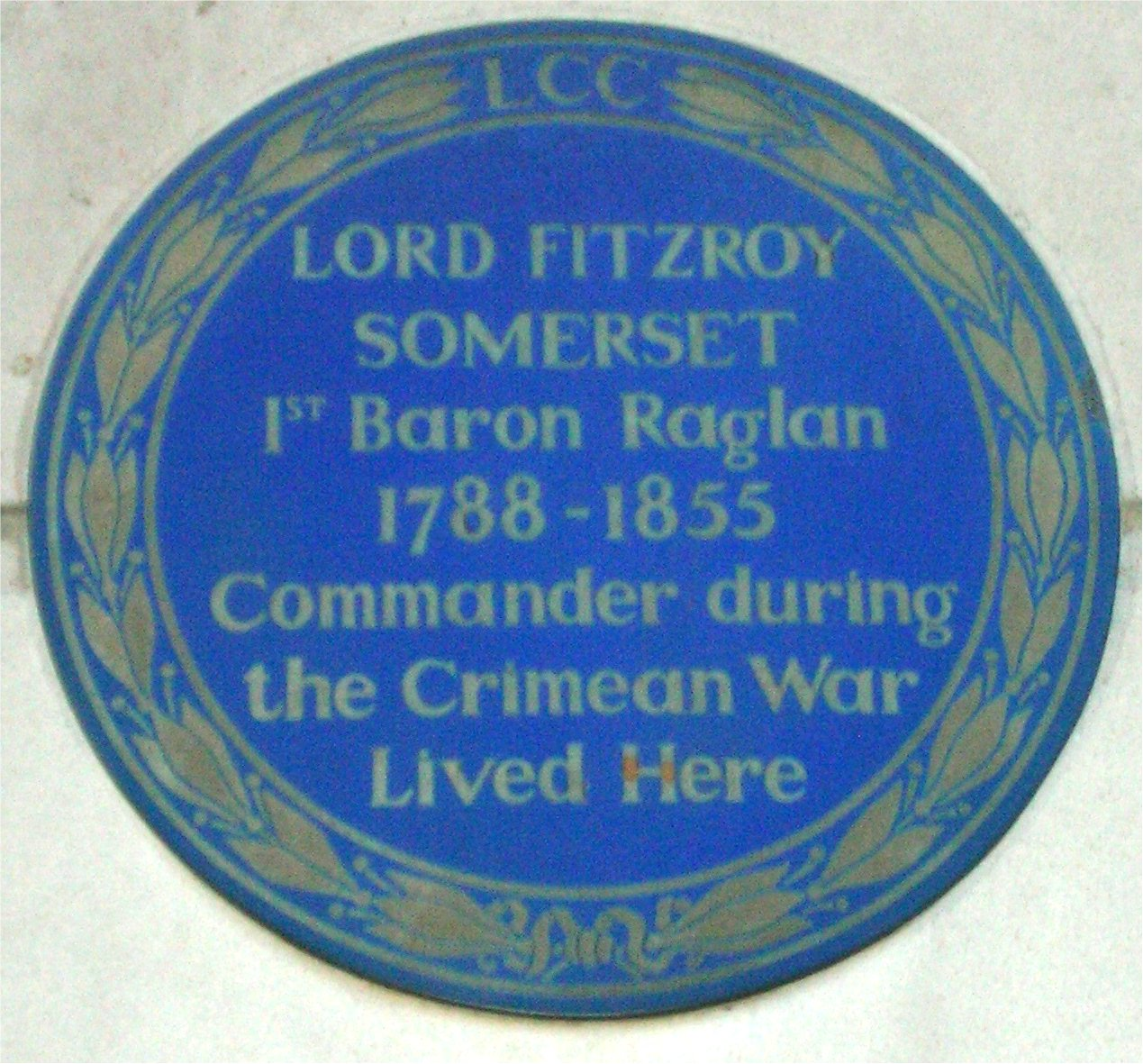
Targa blu a Stanhope Gate, Londra

Raglan aveva inoltre prestato servizio come colonnello onorario del 53º Reggimento di fanteria dello Shropshire. e poi era divenuto colonnello onorario del Royal Regiment of Horse Guards (The Blues). Il palazzo di Cefntilla Court a Llandenny (Monmouthshire) venne costruito come memoriale per Somerset nel 1858: l'iscrizione cita:
 Al di fuori della casa dei Raglan a Stanhope Gate a Londra nel 1911 venne apposta una blue plaque.

## Curiosità
Il suo nome è passato alla storia nel campo della moda per la manica raglan, che si attacca direttamente al collo del capo di vestiario con una cucitura diagonale che va direttamente dall'ascella alla clavicola. Lord Raglan si fece confezionare dei cappotti con questo taglio di manica per nascondere meglio la mutilazione del braccio destro, di cui aveva subito l'amputazione per una ferita alla battaglia di Waterloo. Il termine manica raglan fu inserito per la prima volta nel New English Dictionary nel 1903.
Raglan venne impersonato da Sir John Gielgud nel film "I seicento di Balaklava (The Charge of the Light Brigade) (1968) dedicato proprio all'episodio che lo vide protagonista nel corso della Guerra di Crimea.

## Matrimonio e figli
Il 6 agosto 1814 Somerset sposò lady Emily Harriet Wellesley-Pole (figlia di William Wellesley-Pole, III conte di Mornington e nipote quindi del duca di Wellington). La coppia ebbe due figli:
- Arthur William FitzRoy Somerset (6 maggio 1816 – 21 dicembre 1845)
- Richard Somerset, II barone Raglan (24 maggio 1817 – maggio 1884)

## Ascendenza
|                                       |                                    |                          | Genitori                                   |  |  | Nonni |  |  | Bisnonni                            |  |  | Trisnonni                               |  |
|                                       |                                    |                          |                                            |  |  |       |  |  | Henry Somerset, II duca di Beaufort |  |  | Charles Somerset, marchese di Worcester |  |
|                                       |                                    |                          |                                            |  |  |       |  |  | Henry Somerset, II duca di Beaufort |  |  | Charles Somerset, marchese di Worcester |  |
|                                       |                                    | Rebecca Child            |                                            |  |  |       |  |  | Henry Somerset, II duca di Beaufort |  |  |                                         |  |
| Charles Somerset, IV duca di Beaufort |                                    |                          |                                            |  |  |       |  |  | Henry Somerset, II duca di Beaufort |  |  |                                         |  |
|                                       |                                    | Rachel Noel              | Wriothesley Noel, II conte di Gainsborough |  |  |       |  |  |                                     |  |  |                                         |  |
|                                       |                                    | Rachel Noel              | Wriothesley Noel, II conte di Gainsborough |  |  |       |  |  |                                     |  |  |                                         |  |
|                                       |                                    | Rachel Noel              | Catherine Greville                         |  |  |       |  |  |                                     |  |  |                                         |  |
| Henry Somerset, V duca di Beaufort    |                                    | Rachel Noel              |                                            |  |  |       |  |  |                                     |  |  |                                         |  |
|                                       |                                    | John Berkeley            | Richard Berkeley                           |  |  |       |  |  |                                     |  |  |                                         |  |
|                                       |                                    | John Berkeley            | Richard Berkeley                           |  |  |       |  |  |                                     |  |  |                                         |  |
|                                       |                                    | John Berkeley            | Elizabeth Symes                            |  |  |       |  |  |                                     |  |  |                                         |  |
| Elizabeth Berkeley                    |                                    | John Berkeley            |                                            |  |  |       |  |  |                                     |  |  |                                         |  |
|                                       |                                    | Elizabeth Norborne       | Walter Norborne                            |  |  |       |  |  |                                     |  |  |                                         |  |
|                                       |                                    | Elizabeth Norborne       | Walter Norborne                            |  |  |       |  |  |                                     |  |  |                                         |  |
|                                       |                                    | Elizabeth Norborne       | Frances Bacon                              |  |  |       |  |  |                                     |  |  |                                         |  |
| FitzRoy Somerset, I barone Raglan     |                                    | Elizabeth Norborne       |                                            |  |  |       |  |  |                                     |  |  |                                         |  |
|                                       | Hugh Boscawen, I visconte Falmouth | Edward Boscawen          |                                            |  |  |       |  |  |                                     |  |  |                                         |  |
|                                       | Hugh Boscawen, I visconte Falmouth | Edward Boscawen          |                                            |  |  |       |  |  |                                     |  |  |                                         |  |
|                                       | Hugh Boscawen, I visconte Falmouth | Jael Godolphin           |                                            |  |  |       |  |  |                                     |  |  |                                         |  |
| Edward Boscawen                       | Hugh Boscawen, I visconte Falmouth |                          |                                            |  |  |       |  |  |                                     |  |  |                                         |  |
|                                       |                                    | Charlotte Godfrey        | Charles Godfrey                            |  |  |       |  |  |                                     |  |  |                                         |  |
|                                       |                                    | Charlotte Godfrey        | Charles Godfrey                            |  |  |       |  |  |                                     |  |  |                                         |  |
|                                       |                                    | Charlotte Godfrey        | Arabella Churchill                         |  |  |       |  |  |                                     |  |  |                                         |  |
| Elizabeth Boscawen                    |                                    | Charlotte Godfrey        |                                            |  |  |       |  |  |                                     |  |  |                                         |  |
|                                       |                                    | William Evelyn-Glanville | George Evelyn                              |  |  |       |  |  |                                     |  |  |                                         |  |
|                                       |                                    | William Evelyn-Glanville | George Evelyn                              |  |  |       |  |  |                                     |  |  |                                         |  |
|                                       |                                    | William Evelyn-Glanville | Frances Broomhall                          |  |  |       |  |  |                                     |  |  |                                         |  |
| Frances Glanville                     |                                    | William Evelyn-Glanville |                                            |  |  |       |  |  |                                     |  |  |                                         |  |
|                                       |                                    | Frances Glanville        | William Glanville                          |  |  |       |  |  |                                     |  |  |                                         |  |
|                                       |                                    | Frances Glanville        | William Glanville                          |  |  |       |  |  |                                     |  |  |                                         |  |
|                                       |                                    | Frances Glanville        | Frances Hales                              |  |  |       |  |  |                                     |  |  |                                         |  |
|                                       |                                    | Frances Glanville        |                                            |  |  |       |  |  |                                     |  |  |                                         |  |